# Посольство России в Молдове
Посольство Российской Федерации в Республике Молдова — дипломатическое представительство Российской Федерации в Республике Молдова. Посольство расположено в Кишинёве.

## Список послов
1. Владимир Плечко (18 марта 1992 — 11 мая 1995)
2. Александр Папкин (11 мая 1995 — 20 октября 1999)
3. Павел Петровский (20 октября 1999 — 1 августа 2003)
4. Юрий Зубаков (1 августа 2003 — 24 апреля 2004)
5. Николай Рябов (19 октября 2004 — 27 июля 2007)
6. Валерий Кузьмин (27 июля 2007 — 5 апреля 2012)
7. Фарит Мухаметшин (5 апреля 2012 — 2 июля 2018)
8. Олег Васнецов (2 июля 2018 — 10 сентября 2024)
9. Олег Озеров (с 10 сентября 2024)

## Контакты
- Адрес: MD 2004, Кишинёв, Бульвар Штефан чел Маре, 153, Республика Молдова
- Телефон: 23-49-42, 23-49-43, 23-49-44
- Факс: 23-51-07
- E-mail: ambasadarusielyandex.ru
- Консульский отдел: тел. 23-51-10, 22-62-42